# Francisco Lorente Mansilla
Francisco Lorente Mansilla (Alustante, 17 de febrero de 1941 - Salou, 10 de marzo de 2002) fue un funcionario español del Cuerpo Superior de Inspectores de Trabajo y Seguridad Social. En 1981 fue nombrado gobernador civil de Tarragona. Formó parte del gobierno de Suárez durante el periodo de la transición española.  

## Biografía
Nació el 17 de febrero de 1941 en la localidad de Alustante, un pequeño pueblo perteneciente a la comarca del Señorío de Molina en la provincia de Guadalajara. Fue el tercer hijo de Máxima Mansilla y Restituto Fernando Lorente, ganadero de profesión. Su hermano mayor se llamaba Alfredo, luego llegaron Ruper (su melliza), él y, por último, Laura, la más pequeña de la familia.
En 1950 sus padres adquieren unas cuadras para mulas en Calatayud y la familia al completo se traslada a dicha localidad. Allí permanecerá hasta finalizar el Instituto, momento en el que Francisco se muda a Valencia para estudiar la carrera de Derecho en la Universidad de Valencia. Obtiene el título de Licenciado en Derecho en 1967 y, ese mismo año, aprueba las oposiciones a Inspector Técnico del Cuerpo Nacional de Inspección de Trabajo. A finales de 1969 es nombrado profesor de la Cátedra de Sociología en la Escuela Social de Tarragona, aunque sólo ejerce como docente durante un curso. 
Ya como Inspector de Trabajo se embarca en 1970 en el vapor Augustus como asesor laboral de los emigrantes españoles que viajaban a Argentina. Posteriormente completa su formación diplomándose en Derecho Laboral Comparado en la Universidad de Trieste, realizando además varios cursos de especialización en La Haya y Beirut, coincidiendo su estancia en este último lugar con la incursión israelí sobre Siria y Líbano en septiembre de 1972.
En octubre de 1974 contrae matrimonio con Ilonka Monique Marie Helene van Berge Henegouwen van Lent, una estudiante de Pedagogía holandesa a quien conoció en mayo de 1973 cuando ella trabajaba como au pair en España. Tras el enlace, ambos se trasladan a vivir a Salou, donde establecerán su hogar y nacerán sus dos hijas: Sylvia y Andrea.  

En 1976 se le concede la Medalla de oro al Mérito Profesional por su conducta ejemplar en el desempeño de su cargo. Sus logros en el ámbito laboral le llevarán también a ser nombrado Delegado de Trabajo de Tarragona el 29 de diciembre de 1978, donde destacará por su labor mediadora entre empresarios y trabajadores. El 17 de octubre de 1980 es designado Delegado de Trabajo de Zaragoza, ciudad donde seguirá trabajando hasta su nombramiento como gobernador civil de la provincia de Tarragona el 24 de julio de 1981 durante el gobierno de la UCD presidido por Leopoldo Calvo-Sotelo.

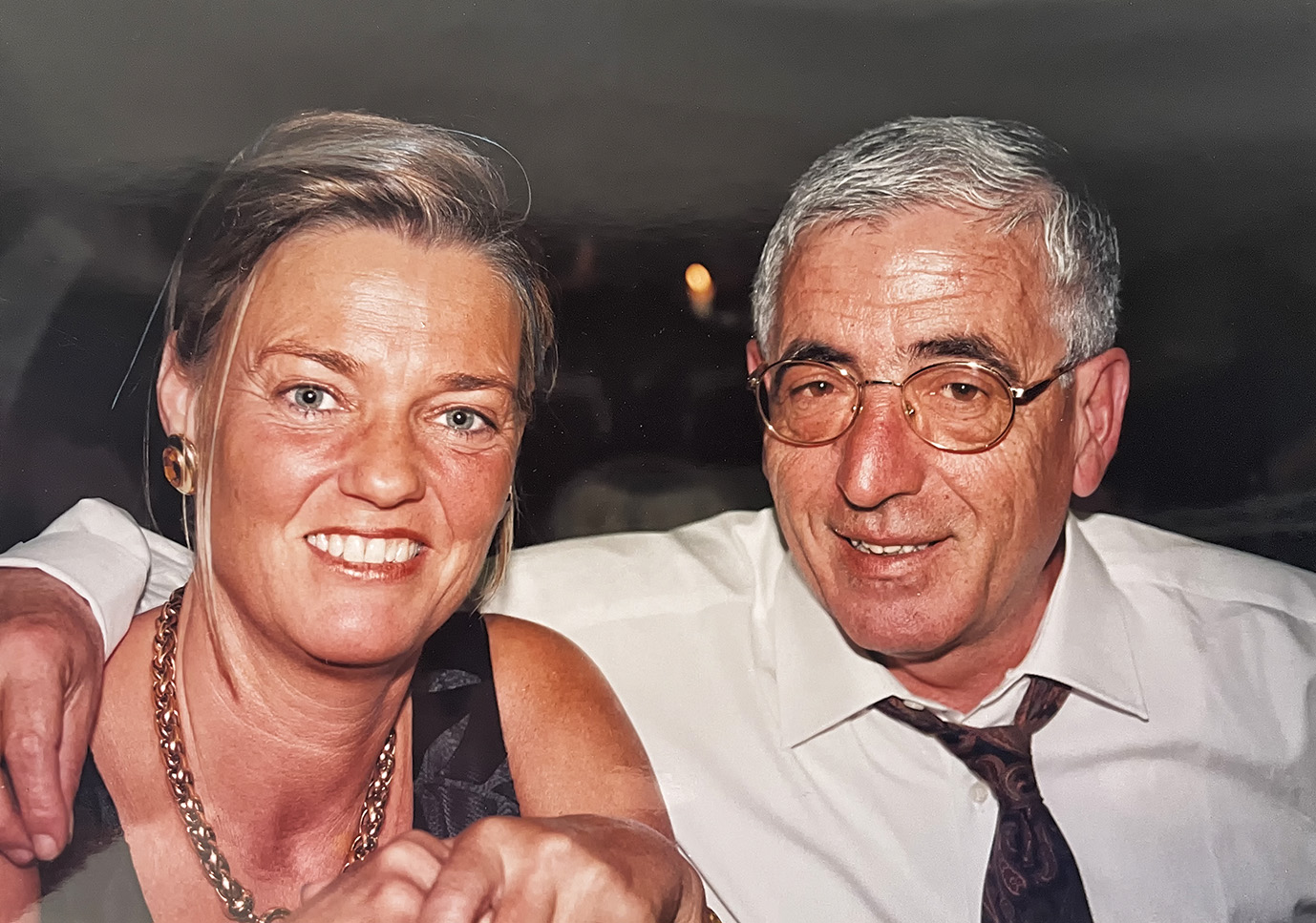
D. Francisco Lorente Mansilla (gobernador civil de Tarragona) y su esposa Ilonka

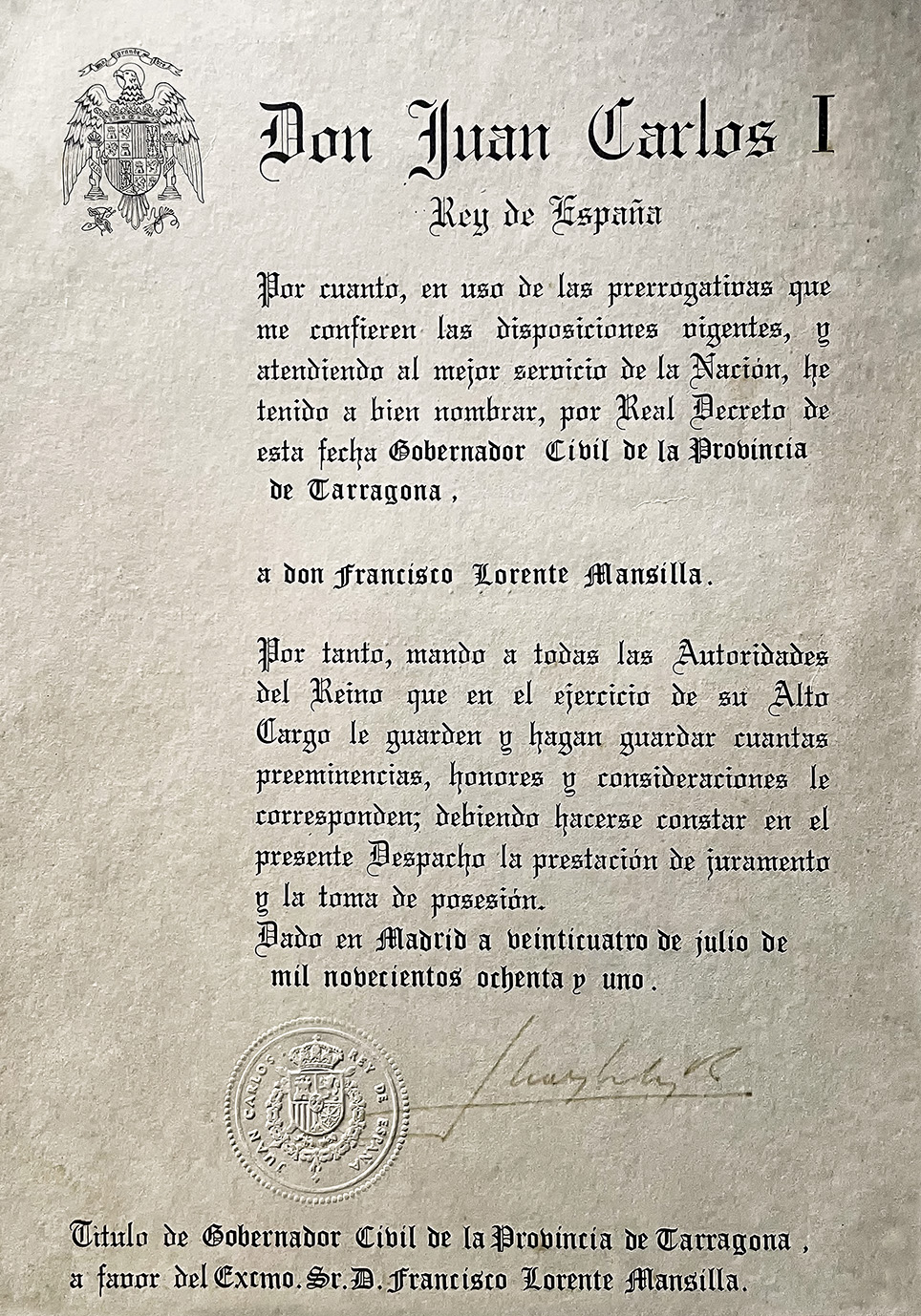
Nombramiento como gobernador civil de Tarragona de D. Francisco Lorente Mansilla

Una vez nombrado gobernador civil se afilia a UCD hasta su disolución como partido en 1983. El 15 de diciembre de 1982, coincidiendo con el cambio de gobierno y el ascenso al poder de Felipe González, es sustituido en el cargo por Vicente Valero Costa.
Amigos y compañeros de esa época como Josep Gomis i Martí (Presidente de la Diputación Provincial de Tarragona) le describen como «una persona, ante todo seria e introvertida en su trabajo, pero muy cordial en el trato con las personas». Este carácter jovial y cercano con los demás, su vocación de servicio a la comunidad, su seriedad y serenidad en los momentos difíciles y su capacidad para mediar y resolver problemas fueron, precisamente, los rasgos más recordados de Francisco.
Tras abandonar los cargos oficiales solicita una excedencia y se dedica a trabajar en el sector privado, concretamente como asesor laboral en la empresa de seguridad Protecsa. Durante los años 90 retoma su labor como Inspector de Trabajo, compaginándola con un cargo ejecutivo en la empresa de pinturas Mantenimientos 2000, pero sin dejar de lado sus aficiones de toda la vida: su huerto, el dominó y salir al monte a comer, pasear o recoger setas.

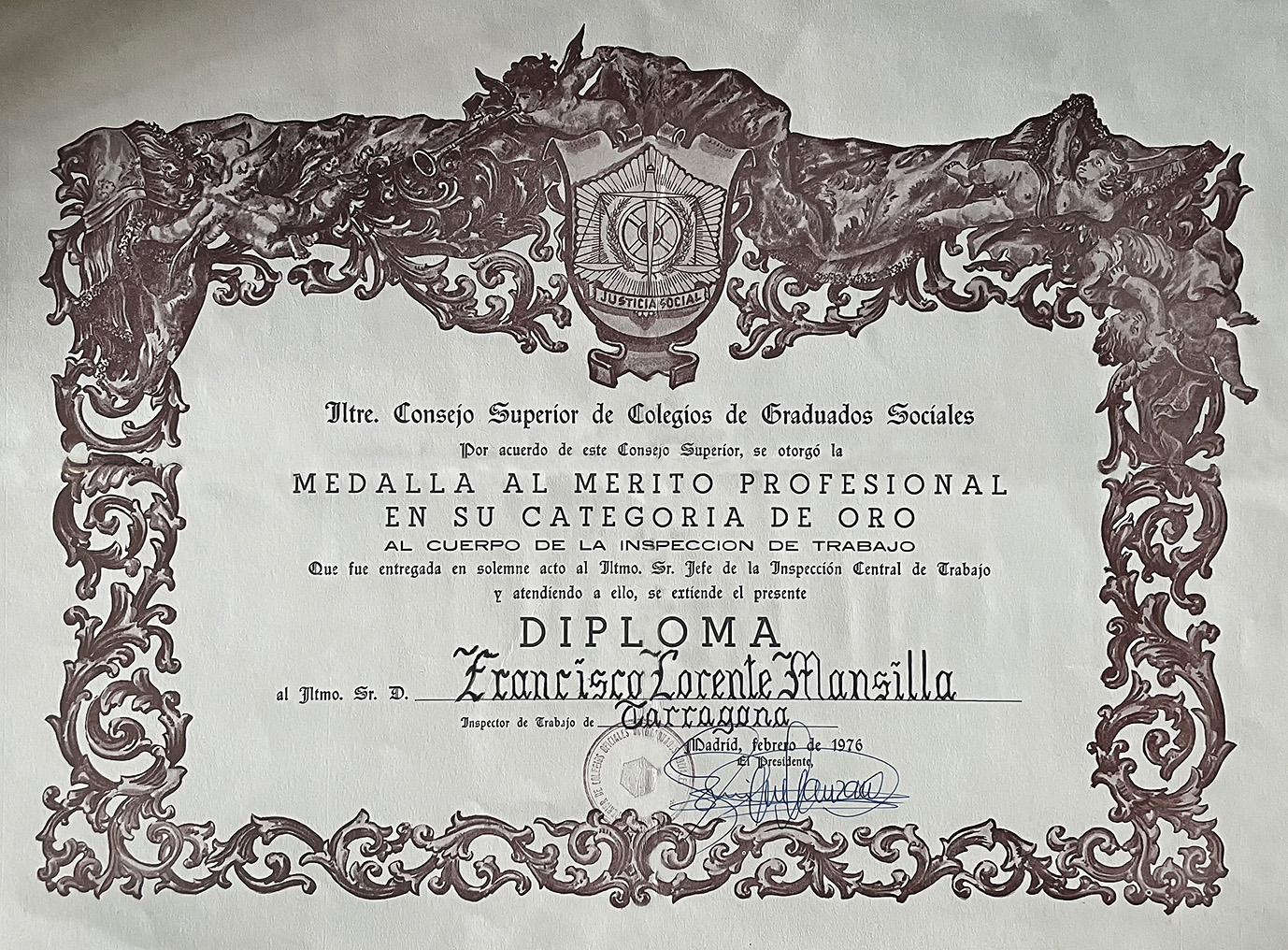
Medalla al Mérito Profesional de D. Francisco Lorente Mansilla

Fallece inesperadamente de un ataque al corazón el día 10 de marzo de 2002 en su casa de Salou, a la edad de 61 años.